# Pàmfil de Beritos
Pàmfil de Beritos (llatí: Pamphilus; grec antic: Πάμφιλος) (Beirut, segona meitat del segle iii - Cesarea Marítima, 309) fou un prevere a Cesarea de Palestina, mort sota martiri. És venerat com a sant a tota la cristiandat.

## Biografia
Va néixer probablement a Beritos (Beirut) en una família honorable i rica i va estudiar a la seva ciutat natal, des d'on va anar a Alexandria on va rebre classes de Pieri d'Alexandria, cap de l'escola catequètica. Més endavant, però es desconeix quan, era prevere amb Agapi, bisbe de Cesarea de Palestina. Era amic d'Eusebi de Cesarea que en el seu honor va assumir el sobrenom Παμφίλου.
Al cinquè any de la persecució de Dioclecià a finals de l'any 307, fou empresonat per Urbà, governador de Palestina, per haver refusat sacrificar als déus pagans. Va romandre empresonat, atès per Eusebi de Cesarea, fins al 16 de febrer del 309 quan va patir martiri per orde de Firmilià, el successor d'Urbà.
Va dedicar la seva vida a l'exegesi bíblica i la teologia i fou admirador i seguidor d'Orígenes. Va fundar a Cesarea una escola teològica on les Escriptures formaven la part principal de l'estudi. Va fer copiar o copià diversos cops les Sagrades Escriptures, fins a tal punt que va ser capaç no només de prestar-les sinó de regalar-les. Va crear també a Cesarea una biblioteca oberta al públic erudit, amb obres, sobretot, d'autors eclesiàstics, entre els quals Orígenes, del que en va transcriure alguns. La biblioteca estava formada principalment per còpies fetes a mà pel mateix Pàmfil. Les obres més valuoses eren la Tetrapla i la Hexapla d'Orígenes, amb les quals Pàmfil i Eusebi haurien fet una nova recensió de la Septuaginta, que haurien divulgat. Entre els diversos tresors de la biblioteca hi havia el text hebreu de l'Evangeli de Sant Mateu tal com el feien servir els Natzarens. Aquesta biblioteca hauria estat destruïda quan els àrabs van ocupar Cesarea al segle vii.
Va escriure algunes obres, i Foci esmenta l'Apologia d'Orígenes iniciada a la presó on va escriure cinc llibres; un sisè llibre el va escriure Eusebi després de la seva mort el 309. D'aquest sis llibres només es conserva el primer en una versió llatina incorrecta. Sembla que el contingut tenia l'estil de correspondència adreçada als cristians condemnats a les mines de Palestina.
Hi ha un altre llibre que se li atribueix: Expositio capitum Actuum Apostolicorum, però també podria ser obra d'Eutali, bisbe de Sulce el 458.
Eusebi va escriure una vida de Pàmfil en tres llibres, obra que s'ha perdut excepte alguns fragments, que són dubtosos. Tot el que es coneix de Pàmfil se sap a través dels passatges dispersos a altres obres d'Eusebi i les cites que en fa Foci.